# Алкасар
Алка́сар (на испански: alcázar, от членуваната дума на арабски: القصر, ал-касар – дворецът) е название на дворци, включително замъци) в Испания от времето на маврите (8 – 14 век).

## Известни крепости
- Алкасар в Кордоба
- Алкасар в Мадрид
- Алкасар в Севиля
- Алкасар в Сеговия
- Алкасар в Толедо

## Галерия
- Алкасар в Севиля
- Алкасар в Мадрид
- Алкасар в Кордоба
- Алкасар в Херес де ла Фронтера